# کریتون (افلاطون)
کریتون (به یونانی: Κρίτων) یکی از مکالمات افلاطون است.

## خلاصه مکالمه
طبق آنچه در رسالهٔ کریتو آمده‌است، پس از پایان دادگاه و صدور حکم، سقراط به زندان برده می‌شود. گروهی از شاگردان وی راه فرار از طریق رشوه‌دادن به نگهبانان را به او پیشنهاد کردند.
سقراط در پاسخ می‌گوید که به موجب قانون محکوم گشته‌است، و خطاست که برای گریز از مجازات دست به کاری خلاف قانون بزند. سپس او چنین می‌انگارد که با قوانین آتن مشغول مکالمه است؛ و در این مکالمه قوانین می‌گویند که سقراط نسبت به قوانین همان حقی را دارد که پسر به پدر و برده به صاحب خود مدیون است. این گفتگو چنین پایان می‌یابد: «پس ای سقراط، از ما که تو را پرورانده‌ایم بشنو زندگی و فرزندانت را بر عدالت مقدّم مدان، بلکه نخست عدالت را در نظر داشته باش، تا کردارت در برابر بزرگان جهان پایین صواب باشد؛ زیرا اگر چنان کنی که کریتون می‌گوید، نه خود را قرین سعادت یا قدس یا عدالت جهانی یا سعادت ابدی ساخته‌ای و نه کسانت را. تو اکنون بی‌گناه می‌روی، در حالی می‌روی که بد نکرده‌ای بلکه با تو بد کرده‌اند… تو قربانی قوانین نیستی، بلکه قربانی مردمی؛ امّا اگر پاسخ بدی را با بدی بدهی، و در ازای آسیب، آسیب برسانی، و بدین طریق عهد و پیمانی را که با ما بسته‌ای بشکنی، و بر کسانی که کمتر از همه سزاوار ستم هستند، یعنی خودت و دوستانت و کشورت و ما، ستم رواداری، آنگاه تا زنده‌ای ما بر تو خشم خواهیم گرفت، و برادران ما، یعنی قوانین عالم دیگر، نیز تو را دشمن خواهند داشت؛ زیرا خواهند دانست که تو در راه از میان بردن ما از هیچ کاری فروگذار نکرده‌ای.»

## مطالعهٔ بیش‌تر
ترجمه فارسی این مکالمه
- افلاطون (۱۳۵۷)، دورهٔ ۷ جلدی آثار افلاطون، ترجمهٔ محمدحسن لطفی، رضا کاویانی، تهران: انتشارات خوارزمی

دربارهٔ این مکالمه
- Allen, R.E. (1980). سقراط and Legal Obligation. Minneapolis: University of Minnesota.
- Brickhouse, Thomas C.; Smith, Nicholas D. (2002). The Trial and Execution of سقراط: Sources and Controversies. New York: Oxford University.
- Colaiaco, James A. (2001). سقراط Against آتن. New York: Routledge.
- Kamtekar, ed., Rachana (2005). افلاطون's Euthyphro, Apology, and Crito. New York: Rowman & Littlefield. {{cite book}}: |last= has generic name (help)
- Kraut, Richard (1984). سقراط and the State. Princeton, New Jersey: Princeton University.
- McNeal, Richard A. (1992). قانون and بلاغت in the Crito. New York: Peter Lang.
- Stokes, Michael C. (2005). دیالکتیک in Action: An Examination of افلاطون's Crito. Swansea: Classical Press of Wales.
- Stone, I.F. (1988). The Trial of سقراط. New York: Little, Brown.
- Weiss, Roslyn (1998). سقراط Dissatisfied: An Analysis of افلاطون's Crito. New York: Oxford University.
- Woozley, A.D. (1979). قانون and Obedience: The Arguments of افلاطون's Crito. London: Duckworth.